# Jean Améry

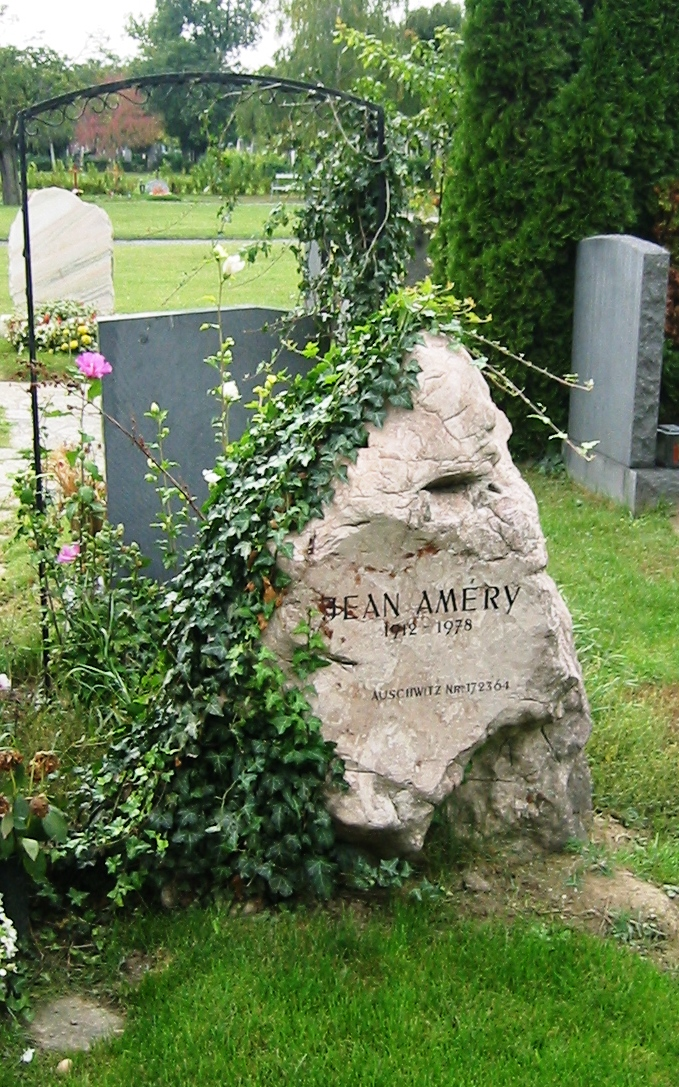
Grób Jeana Améry'ego

Jean Améry, właśc. Hans Mayer (ur. 31 października 1912 w Wiedniu, zm. 17 października 1978 w Salzburgu) – belgijski pisarz pochodzenia żydowskiego, autor książki Poza winą i karą (1966).

## Życiorys
Urodzony w zasymilowanej rodzinie żydowskiej, otrzymał katolickie wychowanie. W roku 1938 wyemigrował wraz z żoną do Belgii, gdzie zmienił nazwisko na Améry (anagram nazwiska Mayer), dla podkreślenia swego zerwania z kulturą niemiecką. Po wybuchu II wojny światowej działał w belgijskim ruchu oporu. Został aresztowany przez gestapo i był torturowany. Po odkryciu jego żydowskiego pochodzenia wysłano go do niemieckiego obozu koncentracyjnego Auschwitz, następnie do Buchenwaldu i Bergen-Belsen, gdzie w kwietniu 1945 został wyzwolony przez armię brytyjską.
Wśród wielu napisanych przez niego książek najgłośniejsza jest Poza winą i karą - zbiór esejów dotyczących wojny i Holocaustu. Améry opisuje i analizuje doświadczenie bycia torturowanym. Twierdził, że tortury stanowiły istotę III Rzeszy i że każdy, kto kiedykolwiek był torturowany, zawsze pozostaje torturowany, nie odzyskując nigdy podstawowego zaufania do świata. Polemizuje z opisem sytuacji intelektualisty w Auschwitz zaproponowanym wcześniej przez Primo Leviego.
W roku 1978 popełnił samobójstwo. Pochowany na Cmentarzu Centralnym w Wiedniu.